# Braniewo
Braniewo (Braunsberg, äldre tyskt namn, som även användes på svenska) är en stad i Ermland-Masuriens vojvodskap i Polen vid den segelbara floden Pasłęka.

## Historia
Braunsberg anlades 1241 av Tyska orden som en riddarborg och blev stad 1251 och samtidigt residens för biskopen av Ermland. 1454 blev staden polsk.
Den bekante kardinalbiskopen Stanislaus Hosius stiftade 1568 en katolsk prästbildningsanstalt, vars verksamhet var beräknad på att uppfostra unga män till Nordens återvinning för katolicismen. Anstalten, till vilken Johan III:s gemål Katarina Jagellonica testamenterade 10 000 daler, men vars verksamhet Gustav II Adolf avbröt då han 1626 erövrade och brandskattade staden på 50 000 svenska daler, och vars bibliotek (1 353 arbeten) han skickade till Uppsala, indrogs i början av 1800-talet, men återställdes 1818 under namnet Lyceum hosianum.

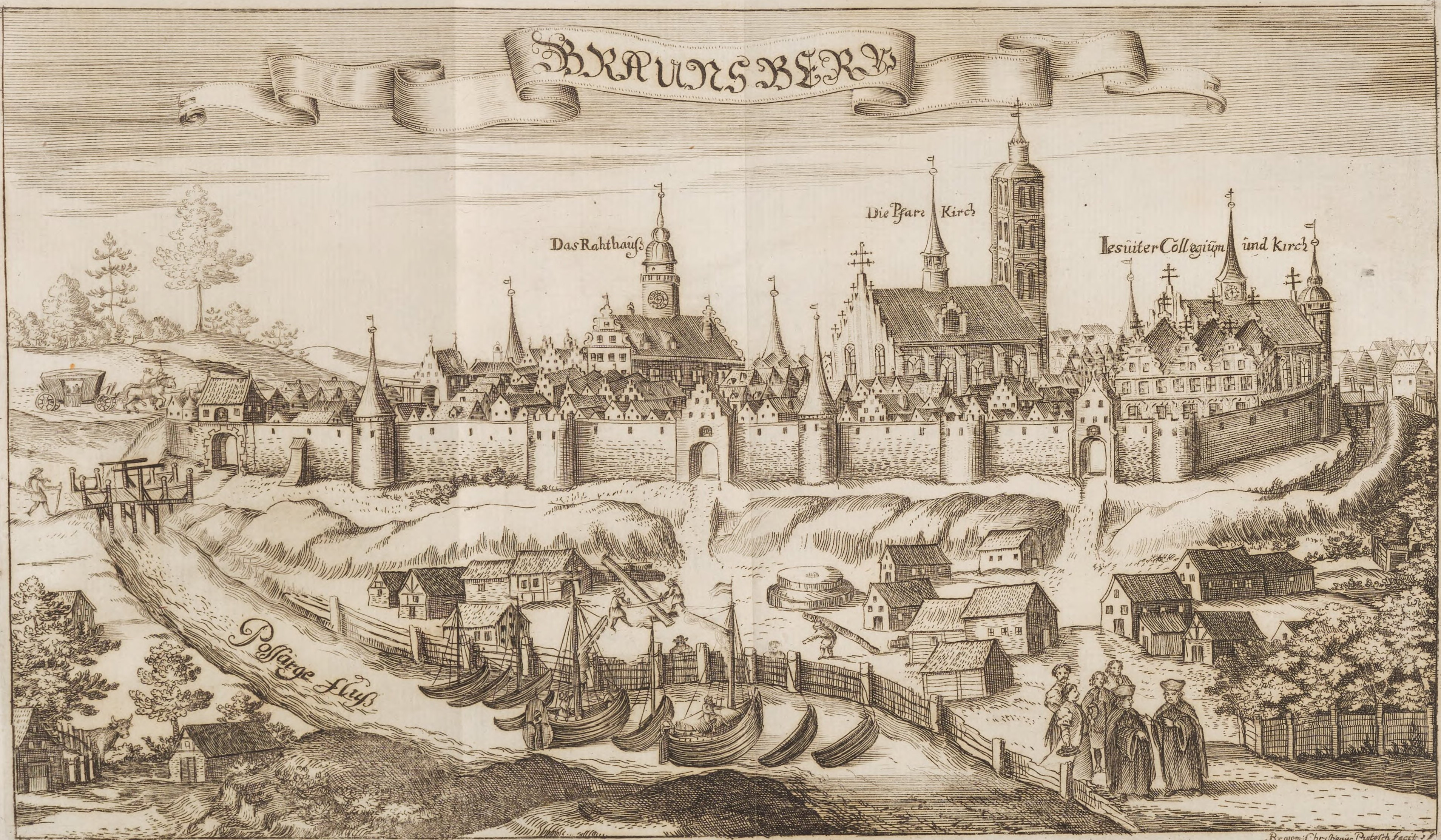
gravyr över Braunsberg/Braniewo från 1684

Staden var 1626-35 i svensk besittning under Gustav II Adolfs polska krig men belägrades 1627 av polackerna, vilkas försök att med borgerskapets hjälp överrumpla staden omintetgjordes av kommendanten, Anders Eriksson Hästehufvud. I februari 1659 intogs Braunsberg åter av svenskarna denna gång för en kort tid under polsk-svenska kriget 1655-60.
Staden annekterades av Preussen 1772 under Polens första delning.
Under preussiskt styre tillhörde staden regeringsområdet Königsberg och hade 12 497 invånare år 1900, varav 3 935 protestanter. Braunsberg hade ett katolskt gymnasium och skollärarseminarium samt katolsk akademi (Lyceum hosianum), bestående av en teologisk och en filosofisk fakultet, med omkring 40 studerande, ur vars krets stiftet Ermelands prästerskap rekryterades.
Efter Tysklands nederlag i andra världskriget 1945 tillföll staden Polen.